# Cololejeunea nymanii
Cololejeunea nymanii là một loài Rêu trong họ Lejeuneaceae. Loài này được (Stephani) Benedix mô tả khoa học đầu tiên năm 1953.